# Batyrosaurus
Batyrosaurus é um gênero de dinossauro da superfamília Hadrosauroidea. Há uma única espécie descrita para o gênero Batyrosaurus rozhdestvenskyi. Seus restos fósseis foram encontrados na formação Bostobinskaya, região central do Cazaquistão, e datam do Cretáceo Superior.